# Atkár
Atkár község Heves vármegyében, a Gyöngyösi járásban.

## Fekvése
A vármegye délnyugati részén fekszik, a Nyugati-Mátraalján, Gyöngyöstől 9, Hatvantól 21, a vármegyeszékhely Egertől pedig  50 kilométerre.
A közvetlenül szomszédos települések: északkelet felől Gyöngyöshalász, dél-délkelet felől Vámosgyörk  és Jászárokszállás, dél-délnyugat felől Csány, nyugat felől pedig Hort.

### Megközelítése
A település igen jól megközelíthető, mert a határában (belterületétől északnyugatra) keresztezi egymást az M3-as autópálya, mely délről elkerüli a térség legnagyobb városát, Gyöngyöst, és a 3-as főút, mely viszont keresztülhalad annak központján.
Belterületén ugyan csak a Gyöngyös-Jászberény közt húzódó 3203-as út és a Hatvantól idáig húzódó 3201-es út halad keresztül, az említett sztrádacsomóponttal azonban összeköti a 32 114-es mellékút is, melynek révén az itt élők könnyen be tudnak kapcsolódni az ország közlekedési hálózatába.
A vasútvonalak közül a Budapest–Sátoraljaújhely-vasútvonal érinti, amely áthalad külterületén, de Atkárnak vasútállomása nincs. A   két legközelebbi vasúti csatlakozási lehetőséget így a miskolci vasút Vámosgyörk vasútállomása és a Vámosgyörk–Gyöngyös-vasútvonal Gyöngyöshalász megállóhelye kínálja, mindkettő nagyjából 4-5 kilométer távolságra.

## Története
Területe az őskor óta lakott, mint azt az ásatások nyomán feltárt számos kőkori, rézkori és honfoglalás korából származó lelet bizonyítja.
Első okleveles említése 1325-ből maradt fenn, Athkar néven. Ekkor az Aba nemzetség birtoka volt, melyet alkalmasint Kompolt fia, Péter szerzett. Fiai 1325-ben megosztoztak az atyai örökségen, s az atkári részbirtokok III. Kompoltnak, a Nánai Kompolthi család ősének jutottak. 1468-ban  is Kompolthi Miklós kezén találjuk, de néhai Kompolthi János leányának, Margit asszonynak fiai, Szén György és Szén Péter anyai jogon igényt tartottak fele részére, és Kompolthi Miklóst perbe idézték. 1522-ben az Országh Mihály négy fia és Kompolthi János fiai között kötött örökösödési szerződés értelmében Atkár Országh Mihály fiaira szállt. 
A főleg mezőgazdaságból élő Atkáron 1486 óta termelnek szőlőt.
Az 1552. évi adóösszeírásban azok között a falvak között sorolták fel, amelyeket a török elpusztított, így az adó nem volt behajtható. Atkár 1554-re épült fel újra. Az 1564. évi adóösszeírásban már ismét 11 portát írtak itt össze. 
1567-ben, Országh Kristóf halála után nővére, Országh Borbála, Török Ferenc neje nyerte adományul I. Miksa királytól.
1741-ben Atkár az esztergomi káptalan birtoka volt. 
A 19. század első felében a Beneczky, Goszthony, Brezovay, Orczy, Fehér, Kürthy, Kovács, Malatinszky, Pethő, Borhy, Várkonyi, Hamar, Györky, Makay, Gál, Bakó, Márton, Petes, Harmos, Thassy, Huszka és Markovics családok bírtokolták. 
1813-ban a római katolikus plébánia önállósodott Gyöngyöshalásztól. 
1857-ben az egész település a lángok martaléka lett. Ebben az évben építették fel újra a római katolikus templomot, amelynek a hitközség lett a kegyura. . Az anyakönyvek egy része a tűzvészben megsemmisült és csak 1860-tól elérhető.  1813-ig Gyöngyöshalászon vezették az anyakönyveket, ezért azok megmenekültek. 
A 19. század végén Döry Bélánénak, született Boronkay Ilonának, Goszthonyi Bélának, Kanitz Ödönnek, Somogyi Albertnek és Győrffy Kálmánnak volt itt nagyobb birtoka.
A Goszthonyi család ősi kastélya Goszthony Béla tulajdona volt, Győrffy Kálmáné 1871-ben épült. A helységben levő többi úrilak közül Kürthy Sándorét a 19. század elején építették. Fölsinger Ferencz úrilakát Fölsinger Rezső építette. Koller János doktoré eredetileg a Malatinszky családé volt, s a 19. század elején épült, de később átalakították. A Brezovay család úrilaka Boross Lajos tulajdona volt. Özvegy Kállay Józsefné úrilaka, mely azelőtt a Hamar családé volt, a 19. század elején épült. Kanitz Ödön és Somogyi Albert az egykori Malatinszky-féle kúriát bírtokolták, mely szintén a 19. század elején épült.
A 19. század végén a helység területe 5851 kataszteri hold, a lakóházak száma 265, lakóié 1584. Ebből két német kivételével mind magyar, és 10 izraelita kivételével mind római katolikus vallású. A lakosság fogyasztási és értékesítő szövetkezetet tart fenn. A község postája helyben, távíró- és vasútállomása Vámosgyörkön van, a Hatvan-Vámosgyörk-vasútvonal mentén.
A 19. század végén ide tartoztak még a következő telepek: Goszthonyimajor, Fodortanya, Surányitanya, Malatinszky középtanya, Vinterbergtanya, Várkonyitanya, Fodortanya, Surányitanya, Oláhtanya, Faragótanya, Győrffytanya, Tassitanya, Kollertanya, Zaleskitanya. A község ekkoriban építtetett díszes községházat és két artézi kutat is furatott.
1910-ben 1755 római katolikus magyar lakosa volt. A 20. század elején Heves vármegye Gyöngyösi járásához tartozott.

### Tasspuszta
E helységhez tartozik Tasspuszta (azelőtt Pusztatass), mely a középkorban önálló község, egykor az Aba nemzetség Rédei ágának birtoka volt.
Rédei Péter fiát, Demetert 1340-ben Tassi előnévvel említették, ő tehát Tasson lehetett birtokos.
Az 1549. évi adóösszeírásban 8 portával még önálló helységként szerepel. Az 1554. évi adóösszeíráskor három portája volt, 1564-ben szintén ennyit írtak össze, és az 1576. évi tizedjegyzék még hat termelőt sorol fel. 1635-ben és 1647-ben 3, 1675-ben 1 3/4, 1686-ban 1 1/4 portát vettek fel az adóösszeírásba. 
Később Tasspuszta a herceg Esterházyaké lett, akiknek nagy juhtenyésztésük volt. 
1907-ben egy régi templom alapjára bukkantak a területen. 

## Közélete

### Polgármesterei
- 1990–1994: Krizsány Gyuláné (független)[3]
- 1994–1997: Krizsány Gyuláné (független)[4]
- 1997–2002: Benei Bertalan (független)[5]
- 2002–2006: Benei Bertalan (független)[6]
- 2006–2010: Benei Bertalan (független)[7]
- 2010–2014: Kocsis Attila (független)[8]
- 2014–2019: Kocsis Attila (független)[9]
- 2019–2024: Kocsis Attila (független)[10]
- 2024– : Kocsis Attila (független)[1]

## Népesség
A település népességének változása:
| Lakosok száma | 1738 | 1725 | 1715 | 1736 | 1754 | 1721 | 1748 |
|               | 2013 | 2014 | 2015 | 2021 | 2022 | 2023 | 2024 |

2001-ben a település lakosságának közel 100%-a magyar nemzetiségűnek vallotta magát.
A 2011-es népszámlálás során a lakosok 92,3%-a magyarnak, 0,9% cigánynak, 0,5% románnak mondta magát (7,5% nem nyilatkozott; a kettős identitások miatt a végösszeg nagyobb lehet 100%-nál). A vallási megoszlás a következő volt: római katolikus 60,1%, református 3,6%, görögkatolikus 0,3%, felekezeten kívüli 13,5% (21,4% nem nyilatkozott).
2022-ben a lakosság 94,5%-a vallotta magát magyarnak, 1% cigánynak, 0,3% ukránnak, 0,3% románnak, 0,2% németnek, 0,2% horvátnak, 0,1-0,1% lengyelnek, örménynek, bolgárnak, ruszinnak és szlováknak, 2,1% egyéb, nem hazai nemzetiségűnek (5,4% nem nyilatkozott; a kettős identitások miatt a végösszeg nagyobb lehet 100%-nál). Vallásuk szerint 43% volt római katolikus, 3,4% református, 0,3% görög katolikus, 0,2% evangélikus, 2,1% egyéb keresztény, 0,2% egyéb katolikus, 13,8% felekezeten kívüli (36,8% nem válaszolt).

## Nevezetességei
- A római katolikus Szent Őrzőangyalok-temploma 1857–1860 között épült,[14] a Fájdalmas Anya kőszobrát is akkor állították.
- Jégkorszaki (periglaciális) talajszelvény
- A tasspusztai Dőry-kastély és a körülötte található őspark

## Ismert személyek

### Díszpolgárok
- Taby Árpád (1896–1973) katonatiszt, testőrőrnagy, országgyűlési képviselő[15]